# 홀란트족제비여우원숭이
홀란드족제비여우원숭이(Lepilemur hollandorum)는 족제비여우원숭이과에 속하는 여우원숭이의 일종이다. 모든 여우원숭이들처럼 원 서식지는 마다가스카르이다. 홀란드족제비여우원숭이는 특히 마나나라-노르 생물권 보전 지역에서 발견되지만, 서식지 범위는 아직 확정되지 않고 있다. 1,2차림의 우림에서 산다. 홀란드족제비여우원숭이는 2008년에 완전히 독립된 종으로 승격되었다.

## 특징
이 족제비여우원숭이의 몸무게는 0.99kg이다. 까불이족제비여우원숭이의 몸무게와 가장 비슷하다.
머리와 어깨를 따라 아래쪽으로 등 중간까지의 털은 반점 무늬가 있는 붉은 회색을 띤다. 털 색깔은 꼬리가 있는 엉덩이 부분에서는 밝은 회색빛 갈색이 된다.